# Sabina Schulze
Sabina Schulze (Leipzig, República Democrática Alemana, 19 de marzo de 1972) es una nadadora alemana retirada especializada en pruebas de estilo libre, donde consiguió ser campeona olímpica en 1988 en los 4 x 100 metros.

## Carrera deportiva
En las Olimpiadas de Seúl 1988 ganó la medalla de oro en los relevos de 4 x 100 metros estilo libre, con un tiempo de 3:40.63 segundos, por delante de Países Bajos (plata) y Estados Unidos (bronce), siendo sus compañeras de equipo las nadadoras: Kristin Otto, Katrin Meissner, Daniela Hunger, Manuela Stellmach y Heike Friedrich.